# Sân bay quốc tế Mataveri
Sân bay quốc tế Mataveri hay Sân bay Isla de Pascua (IATA: IPC, ICAO: SCIP) tọa lạc trên Đảo Phục Sinh (Isla de Pascua trong tiếng Tây Ban Nha), là một trong những sân bay xa xôi nhất của thế giới, chỉ có hãng LAN Airlines của Chile (trước đây là LanChile) hoạt động. Sân bay này phục vụ du khách tham quan các địa điểm khảo cổ và các tượng người bí ẩn của đảo Phục Sinh. Sân bay có 1 đường băng dài 3.318 mét
Đây được coi là sân bay xa xôi nhất thế giới bởi vì nếu bay theo hướng Tây, sân bay gần nhất với nó – sân bay Totegegie ở hòn đảo Polynesia thuộc lãnh thổ nước Pháp – cũng cách một quãng đường lên tới 2.603 km. Còn nếu đi theo hướng Đông, khoảng cách này thậm chí còn lớn hơn thế. Phải đi qua quãng đường gần 3.759 km thì bạn mới có thể tới được sân bay Santiago, nằm ở thủ đô của đất nước Chi Lê.

## Hãng hàng không
- LAN Airlines (Papeete, Santiago)